# Campionato mondiale di hockey su ghiaccio 1953
Il 20º Campionato mondiale di hockey su ghiaccio, valido anche come 31º campionato europeo di hockey su ghiaccio, si tenne nel periodo fra il 7 e il 15 marzo 1953 nelle città di Zurigo e Basilea, in Svizzera, nazione giunta al terzo evento mondiale dopo le edizioni del 1935 e del 1939. Al via si presentarono solamente quattro squadre (per la prima volta furono tutte quante europee), a causa di numerosi problemi specialmente economici; fra le squadre principali furono assenti Canada Stati Uniti Norvegia e Polonia, mentre l'Unione Sovietica, vicina alla prima partecipazione ad un evento internazionale, non si presentò per un infortunio della stella Vsevolod Bobrov. Dato il numero ristretto di squadre al via si decise per disputare un unico girone all'italiana con partite di andata e ritorno. A complicare il torneo contribuì anche una vicenda che coinvolse la squadra della Cecoslovacchia: infatti dopo aver già disputato quattro partite i giocatori ritornarono in patria a causa della morte del presidente Klement Gottwald, avvenuta il 14 marzo, e per questo gli organizzatori squalificarono la nazionale invalidando gli incontri già disputati e cancellando quelli rimasti.
A sorpresa la Svezia, oltre al terzo europeo consecutivo, conquistò il primo titolo mondiale, superando nettamente le altre due squadre, la Germania Ovest e i padroni di casa della Svizzera.
A margine dell'evento iridato per la terza volta si disputo il cosiddetto Torneo Junior, antenato del Campionato mondiale di Prima Divisione, a cui presero parte sei squadre europee di secondo livello, inclusa una seconda selezione svizzera che fu esclusa dalla classifica finale. Anch'esso si disputò in un girone unico e fu vinto dall'Italia.

## Campionato mondiale

### Girone finale
| Zurigo 7 marzo 1953 | Cecoslovacchia | 11 – 2 (4-1; 5-0; 2-1) | Germania Ovest | Hallenstadion |

| Zurigo 7 marzo 1953 | Svizzera | 2 – 9 (1-2; 1-5; 0-2) | Svezia | Hallenstadion |

| Basilea 8 marzo 1953 | Svizzera | 4 – 9 (0-4; 1-2; 3-3) | Cecoslovacchia | St. Margarethen |

| Zurigo 8 marzo 1953 | Svezia | 8 – 6 (4-1; 3-3; 1-2) | Germania Ovest | Hallenstadion |

| Basilea 10 marzo 1953 | Svezia | 5 – 3 (5-1; 0-1; 0-1) | Cecoslovacchia | St. Margarethen |

| Zurigo 10 marzo 1953 | Germania Ovest | 2 – 3 (0-1; 2-1; 0-1) | Svizzera | Hallenstadion |

| Basilea 12 marzo 1953 | Svezia | 9 – 1 (5-1; 1-0; 3-0) | Svizzera | St. Margarethen |

| Zurigo 12 marzo 1953 | Germania Ovest | 4 – 9 (2-4; 1-2; 1-3) | Cecoslovacchia | Hallenstadion |

| Zurigo 13 marzo 1953 | Germania Ovest | 2 – 12 (0-2; 1-5; 1-5) | Svezia | Hallenstadion |

| Basilea 15 marzo 1953 | Svizzera | 3 – 7 (2-4; 0-1; 1-2) | Germania Ovest | St. Margarethen |

| Pos. |                | PG       | V        | N        | P        | GF       | GS       | DR       | Pt       |
| 1.   | Svezia         | 4        | 4        | 0        | 0        | 38       | 11       | +27      | 8        |
| 2.   | Germania Ovest | 4        | 1        | 0        | 3        | 17       | 26       | -9       | 2        |
| 3.   | Svizzera       | 4        | 1        | 0        | 3        | 9        | 27       | -18      | 2        |
| 4.   | Cecoslovacchia | Ritirata | Ritirata | Ritirata | Ritirata | Ritirata | Ritirata | Ritirata | Ritirata |

### Graduatoria finale
| Pos | Squadra        |
| --- | -------------- |
|     | Svezia         |
|     | Germania Ovest |
|     | Svizzera       |
| 4   | Cecoslovacchia |

| Campione del mondo di hockey su ghiaccio 1953 |
| Svezia 1º titolo                              |

| Pos | Squadra        | Formazione |
| --- | -------------- | --- |
|     | Svezia         | Thord Flodqvist, Hans Isaksson, Göte Almqvist, Åke Andersson, Lars Björn, Rune Johansson, Sven Thunman, Hans Andersson-Tvilling, Stig Andersson-Tvilling, Göte Blomqvist, Sigurd Bröms, Stig Carlsson, Erik Johansson, Gösta Johansson, Rolf Pettersson, Sven Johansson, Hans Öberg |
|     | Germania Ovest | Alfred Hoffmann, Ulrich Jansen, Martin Beck, Anton Biersack, Bruno Gutowski, Karl Bierschel, Kurt Sepp, Xaver Unsinn, Georg Guggemos, Otto Brandenburg, Markus Egen, Walter Kremeshoff, Fritz Poitsch, Karl Enzler, Dieter Niess, Hans Rampf                                        |
|     | Svizzera       | Hans Bänninger, Martin Riesen, Emil Handschin, Rudolf Keller, Silvio Rossi, Armin Schütz, Hans-Martin Trepp, Uli Poltera, Gebi Poltera, Walter Dürst, Otto Schläpfer, Otto Schubiger, Françis Blank, Michael Wehrli, Gian Bazzi                                                     |

### Campionato europeo
Il torneo fu valido anche per il 31º campionato europeo e venne utilizzata la graduatoria finale del campionato mondiale per determinare le posizioni del torneo continentale; la vittoria andò per la settima volta alla Svezia, vincitrice del mondiale.
| Pos | Squadra        |
| --- | -------------- |
|     | Svezia         |
|     | Germania Ovest |
|     | Svizzera       |
| 4   | Cecoslovacchia |

## Critérium Européen - Junior European Championship
| Zurigo 7 marzo 1953 | Italia | 9 – 5 (3-1; 4-3; 2-1) | Austria | Hallenstadion |

| Basilea 7 marzo 1953 | Svizzera | 1 – 3 (1-0; 0-1; 0-2) | Regno Unito | St. Margarethen |

| Basilea 8 marzo 1953 | Austria | 5 – 3 (2-0; 2-3; 1-0) | Paesi Bassi | St. Margarethen |

| Zurigo 8 marzo 1953 | Svizzera | 7 – 1 (4-1; 1-0; 2-0) | Francia | Hallenstadion |

| Zurigo 10 marzo 1953 | Regno Unito | 8 – 4 (4-2; 1-2; 3-0) | Paesi Bassi | Hallenstadion |

| Zurigo 10 marzo 1953 | Svizzera | 1 – 2 (1-0; 0-0; 0-2) | Italia | Hallenstadion |

| Zurigo 11 marzo 1953 | Austria | 8 – 1 (2-1; 2-0; 4-0) | Francia | Hallenstadion |

| Basilea 11 marzo 1953 | Italia | 7 – 0 (4-0; 1-0; 2-0) | Paesi Bassi | St. Margarethen |

| Basilea 12 marzo 1953 | Regno Unito | 8 – 3 (3-0; 3-1; 2-2) | Francia | St. Margarethen |

| Basilea 13 marzo 1953 | Regno Unito | 3 – 0 (1-0; 1-0; 1-0) | Austria | St. Margarethen |

| Basilea 13 marzo 1953 | Svizzera | 7 – 5 (1-1; 5-2; 1-2) | Paesi Bassi | St. Margarethen |

| Basilea 14 marzo 1953 | Italia | 5 – 2 (2-1; 1-0; 2-1) | Francia | St. Margarethen |

| Basilea 14 marzo 1953 | Svizzera | 8 – 2 (2-0; 1-1; 5-1) | Austria | St. Margarethen |

| Basilea 15 marzo 1953 | Paesi Bassi | 8 – 3 (4-1; 2-1; 2-1) | Francia | St. Margarethen |

| Basilea 15 marzo 1953 | Italia | 3 – 2 (3-0; 0-0; 0-2) | Regno Unito | St. Margarethen |

| Pos. |             | PG | V | N | P | GF | GS | DR  | Pt |
| 1.   | Italia      | 5  | 5 | 0 | 0 | 26 | 10 | +16 | 10 |
| 2.   | Regno Unito | 5  | 4 | 0 | 1 | 24 | 11 | +13 | 8  |
| NC   | Svizzera-B  | 5  | 3 | 0 | 2 | 24 | 13 | +11 | 6  |
| 3.   | Austria     | 5  | 2 | 0 | 3 | 20 | 24 | -4  | 4  |
| 4.   | Paesi Bassi | 5  | 1 | 0 | 4 | 20 | 30 | -10 | 2  |
| 5.   | Francia     | 5  | 0 | 0 | 5 | 10 | 36 | -26 | 0  |

## -Altri progetti
- Wikimedia Commons contiene immagini o altri file su Campionato mondiale di hockey su ghiaccio 1953